# Ophisma esperanza
Ophisma esperanza är en fjärilsart som beskrevs av William Schaus 1911. Ophisma esperanza ingår i släktet Ophisma och familjen nattflyn. Inga underarter finns listade i Catalogue of Life.